# Resolució 1927 del Consell de Seguretat de les Nacions Unides
La Resolució 1927 del Consell de Seguretat de les Nacions Unides fou adoptada per unanimitat el 4 de juny de 2010. Després de recordar resolucions anteriors sobre Haití, incloses les resolucions 1542 (2004), 1576 (2004), 1608 (2005), 1658 (2006), 1702 (2006), 1743 (2006), 1780 (2007), 1840 (2008) 1892 (2009) i 1908 (2010), el Consell va autoritzar un desplegament addicional de 680 policials com a part de la Missió d'Estabilització de les Nacions Unides a Haití (MINUSTAH).
El Consell de Seguretat era preocupat pels nous reptes i perills després del terratrèmol de gener. La presència dels cascs blaus de la MINUSTAH continuaria centrant-se en la seguretat i l'estabilitat del país. També va assenyalar que hi havia més esforços internacionals per assegurar el funcionament de les institucions estatals i els serveis bàsics. Al mateix temps, el Consell va acollir amb beneplàcit el "Pla d'acció per a la recuperació i el desenvolupament nacional" del govern de Haití i les contribucions presentades a la Conferència Internacional de Donants "Cap a un nou futur per a Haití" el 31 de març de 2010 que va ascendir al voltant de 15.000 milions de dòlars en la dècada. Es va destacar que el govern d'Haití tenia un paper destacat en la recuperació després del desastre, protecció dels drets humans i celebrar eleccions generals en forma oportuna.
Actuant sota el Capítol VII de la Carta de les Nacions Unides, el Consell va autoritzar una sobrecàrrega temporal d'altres 680 policies amb un enfocament en la construcció de la capacitat de la Policia Nacional Haitiana. Un informe del Secretari General Ban Ki-moon va recomanar l'augment després que una sèrie de criminals perillosos van escapar de la presó durant el terratrèmol. La MINUSTAH estaria formada per 8.940 militars i 4.391 policies, números que es mantindraien en constant revisió durant el període electoral. Hauria de continuar ajudant al poble d'Haití, especialment als grups vulnerables, com ara persones desplaçades, dones i nens a causa dels riscos derivats de la violència de colles, delictes organitzats i tràfic de menors, i suport les operacions d'ajuda humanitària. Finalment, la MINUSTAH també havia de donar suport als preparatius per a les eleccions generals.